# You Know My Name
You Know My Name (engelska för "Du vet mitt namn") är titellåten till den tjugoförsta James Bond-filmen, Casino Royale. Den är skriven av Chris Cornell och David Arnold, och framförs av Chris Cornell.
Den första titellåten till en Bondfilm som sjungs av en manlig sångare sedan 1987 års The Living Daylights av A-ha.
Till skillnad ifrån de flesta andra Bondlåtarna genom tiderna så nämns inte filmens titel i den här låten.